# Jurva
Jurva là một đô thị của Phần Lan.
Vị trí ở tỉnh Tây Phần Lan trong vùng Nam Ostrobothnia. Đô thị này có dân số 4.611 người (2003) và diện tích 447,18 km² trong đó có 3,11 km² là diện tích mặt nước. Mật độ dân số là 10,3 người trên mỗi km².
Dân đô thị này chỉ sử dụng tiếng Phần Lan